# Wojnasy
Wojnasy (niem. Woynassen, 1938–1945 Woinassen) – wieś w Polsce położona w województwie warmińsko-mazurskim, w powiecie oleckim, w gminie Wieliczki.
W latach 1975–1998 miejscowość administracyjnie należała do województwa suwalskiego.
Wieś czynszowa lokowana 25 lipca 1553 roku na 40 włokach. Starosta książęcy, Krzysztof Glaubitz, nadał w 1553 roku Wojtkowi Wojnasowi i Michałowi Nurkowi (lub Nurce) dwie włóki sołeckie i powierzył im zadanie sprowadzenia osadników, którzy by zagospodarowali 40 włók należących do nowo powstających wsi. W 1600 roku w Wojnasach mieszkali sami Polacy.
Zniszczenia z wojny polsko-szwedzkiej, a w szczególności najazd Tatarów hetmana Gosiewskiego, spowodował, że w roku 1683 miejscowi chłopi odrabiali szarwark także w majątku w Sedrankach.
Szkoła powstała tutaj w połowie XVIII wieku. Uczęszczał do niej m.in. Krystyn Lach, syn miejscowego gospodarza, W 1935 roku szkoła zatrudniała jednego nauczyciela, uczyła 11 dzieci. W roku 1939 Wojnasy miały 208 mieszkańców.
W Wojnasach 17 grudnia 1790 roku urodził się Krystyn Lach, publicysta, etnograf, profesor Uniwersytetu Warszawskiego, który później, pod przybranym nazwiskiem Lacha Szyrmy, przez kilka dziesięcioleci odgrywał czołową rolę w polskim życiu naukowym i politycznym. Zmarł w Wielkiej Brytanii w Devenport 21 kwietnia 1866 roku.